# Fácános (terület)
A Fácános a Zugligeti út – Béla király út – Csermely út által határolt hatalmas telek. Jelentőségét a Hild József által, az 1850-es években épített klasszicista épületkomplexum adja, melyben többek között a híres Fácán fogadó is működött. A terület a nevét az itt korábban nagy számban előforduló fácánokról kapta.

## Története
A Fácános a 18. században Jáger Henrik budai kőműves majorjához tartozott. Később Riegler Ignác budai szappanfőző mester vásárolta meg a területet, s valószínűleg ő nyitotta meg az első Fácán nevű fogadót is. A növekvő forgalom miatt a tulajdonos az 1850-es évek közepén nagyszabású bővítésbe kezdett: a korábbi majorsági épület mellett a korszak nagy építészével, Hild Józseffel két épületet terveztetett, egy új vendéglőt és egy nyári időszakban használt szállodát. Az előbbi egy közel négyzet alaprajzú, dór oszlopos tornáccal körülvett, sátortetős épület volt, a lejtő felőli oldalán szuterén alagsorral. A szálloda U alaprajzú, nagyméretű villa lett, melynek homlokzatait látványos, hosszú oszlopsorok díszítik, sarkain pedig toronyszerű lépcsőházak helyezkednek el.
A 19. század folyamán a Fácános egy jelentős üdülőteleppé fejlődött, a szálloda mellett további magánvillák, és különféle kerti építmények létesültek (pavilonok, fürdő stb.). Az 1880-as években épült, a Hild-féle villától keletre, a második nagyszabású szállodaépület, melyet ma az első szálló cselédszállásaként ismernek, ám a funkciója ennél valószínűleg összetettebb lehetett. A 20. század első évtizedeiben további ambiciózus tervek születtek az együttes bővítésére, azonban ezek közül a romló gazdasági helyzet miatt csak az eredeti fogadóépület átépítése valósult meg 1918-ban.
Utóbbi épületet a 20. század 40-es éveiben neoklasszicista stílusú villaépületté alakították át, ekkortól hívják Horthy-villának. A terület üdülőfunkciója is ekkoriban szűnt meg, s így a következő évtizedekben a Fácános különböző állami funkciókat töltött be. A második világháború kezdetét követően a Fácán fogadó épületei és a hozzátartozó Fácános-kert  az 502-es magyar királyi honvéd internálótábor volt.) 1939 őszén, miután Teleki Pál utasítására a menekültek előtt megnyitották a lengyel-magyar határt, 80 ezer polgári személy és 40 ezer katona érkezett Magyarországra. Az 502-es magyar királyi honvéd internálótáborban elsősorban a lengyel katonatiszteket helyezték el.
1944-ben Budapest német megszállását követően az az épületet és a telket a német Gestapo használta, elsősorban mint gyűjtőfogházat. A Gestapo parancsnoksága azonban nem itt, hanem az innen nem túl messze található Melinda utcai szállodákban került elhelyezésre.
A háborút követően az Eötvös Loránd Tudományegyetem kollégiumát helyezték el az épületben, míg az 1960-as évek végén a Belügyminisztérium kezelésébe került. Ekkor a határőrség továbbképzési központját helyezték itt el. Az új funkció jelentősen megváltoztatta az együttes képét: a Hild-villa, a Horthy-villa és a cselédszállás épülete ugyan többé-kevésbé megmaradt az eredeti formájában, ám a többi épületet lebontották, s részben ezek helyére új, építészetileg értéktelen barakkok, oktatási épületek, tornatermek kerültek. A cselédszállás környékét egy ideig külön telekként kezelték (Csermely út 7. szám alatt), s az ingatlanban 23, rendkívül alacsony színvonalú lakást alakítottak ki. Innen a lakókat 1984-től folyamatosan kiköltöztették, míg a többi épületet a BM 1990-ben hagyta el.
A mindmáig állami tulajdonú ingatlan sorsa a rendszerváltás óta bizonytalan. Ugyan a 90-es években több befektető is érdeklődött a terület hasznosítása iránt, de a próbálkozások pénzhiány, vagy épp a helyi közösség túlzott kiépítés elleni tiltakozása miatt kudarcot vallottak. 1994-ben helyi jelentőségű természetvédelmi területté nyilvánították (20/39/TT/94). A 2000-es évek elején a Horthy-villában műemléki falkutatásra került sor, melynek során igazolódott, hogy az épület a korábbi Fácán-vendéglő falait is tartalmazza, melynek számos kőfaragvágányát másodlagosan felhasználták a villa különböző pontjain.

A Normafa-program keretében a terület vagyonkezelési jogát, 2013-ban a Hegyvidéki Önkormányzat kapta meg. A Hild által tervezett szállodaépületben az Normafa-program keretében látogatóközpontot terveznek. A Horthy-villa épületét Nagy Gergely építész tervei alapján iskolaépületté építették át. Az új iskolaépületbe a legmodernebb oktatási eszközöket építették be. Kiegészítették továbbá egy sportcsarnokot magában foglaló új szárnnyal. A felújított Horthy-villa 4000 négyzetméteres épület 2019 szeptemberétől a Zugligeti iskola felső tagozatos tanulóink az iskolája lett. A Zugligeti iskola tanulóinak a száma 2011 és 2019 között több mint kétszeresére nőtt. A 2011-es 150 fős létszámmal összehasonlítva 2019 szeptemberében 375 beiratkozott tanulóval kezdte az új tanévet.

## Képgaléria

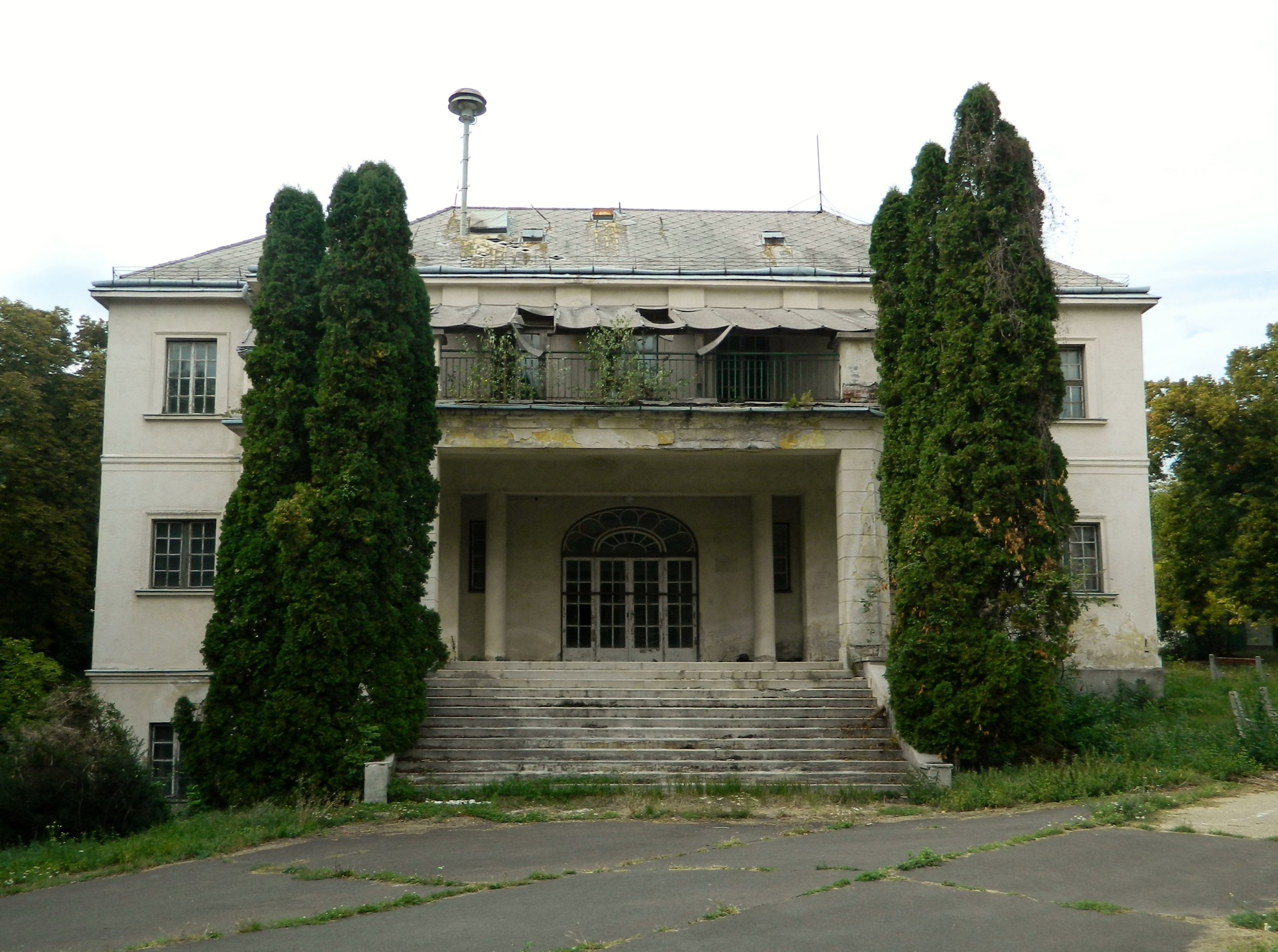
Horthy-villa
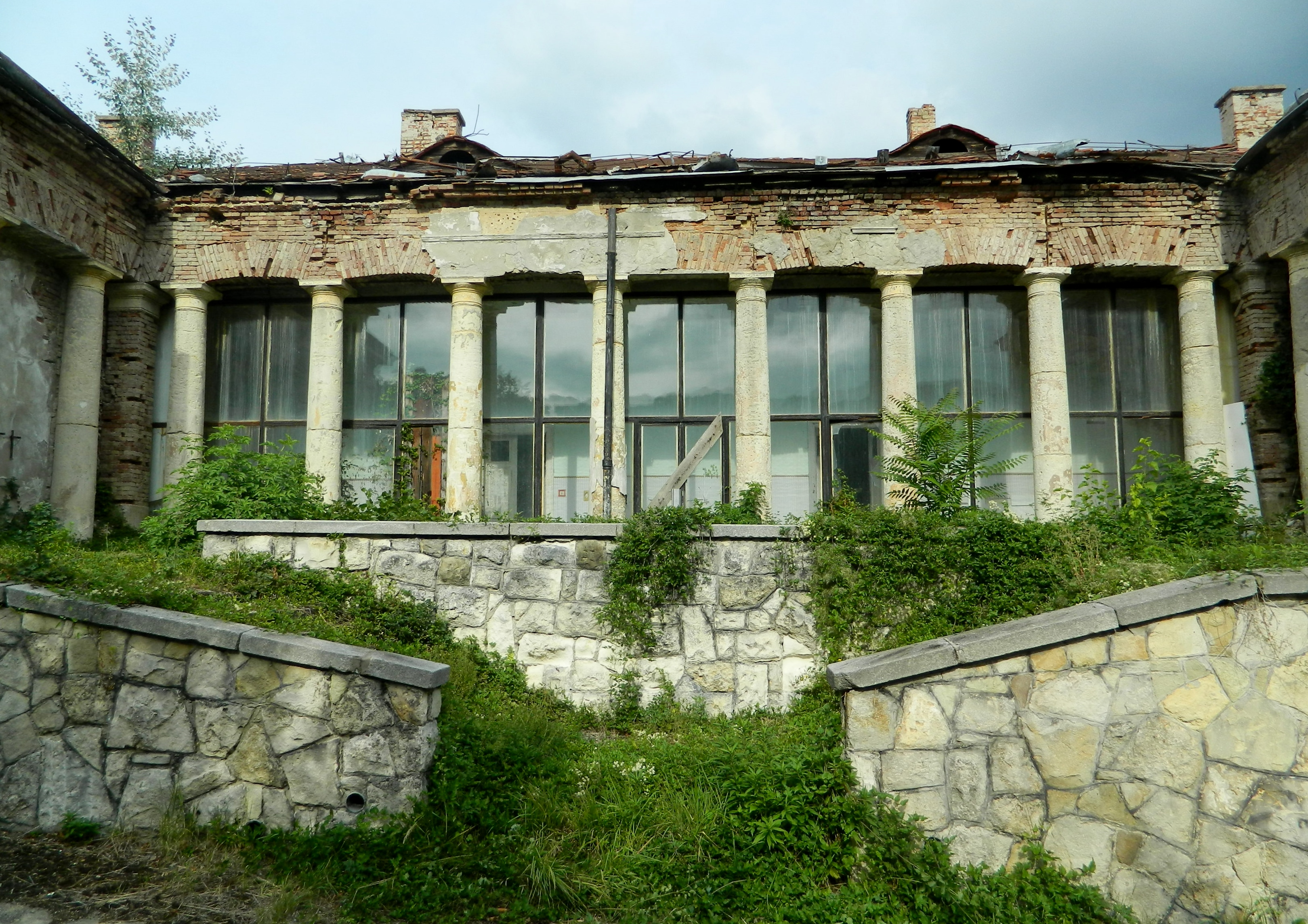
Vendégház éttermi rész
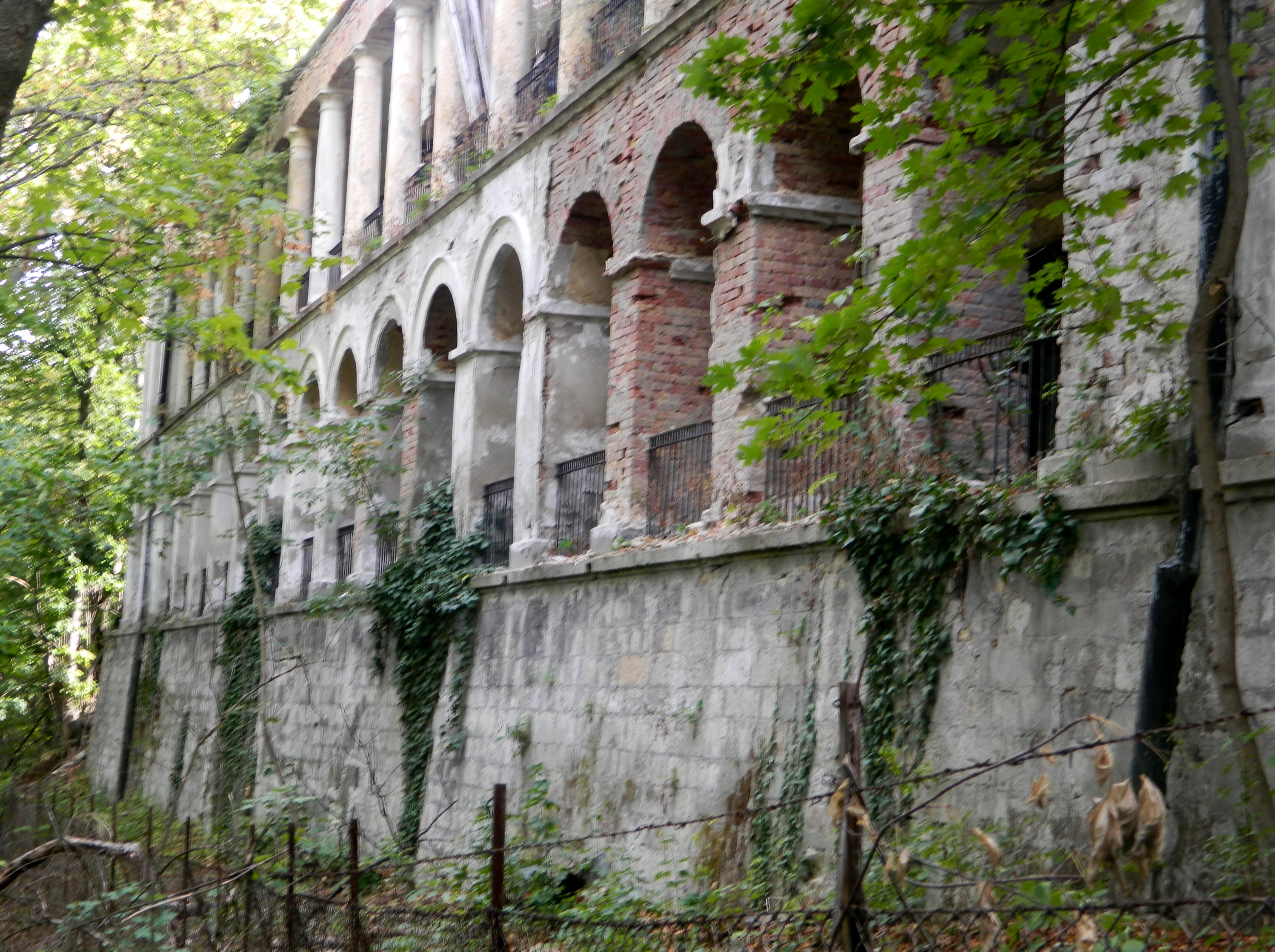
Vendégház vendégszobák
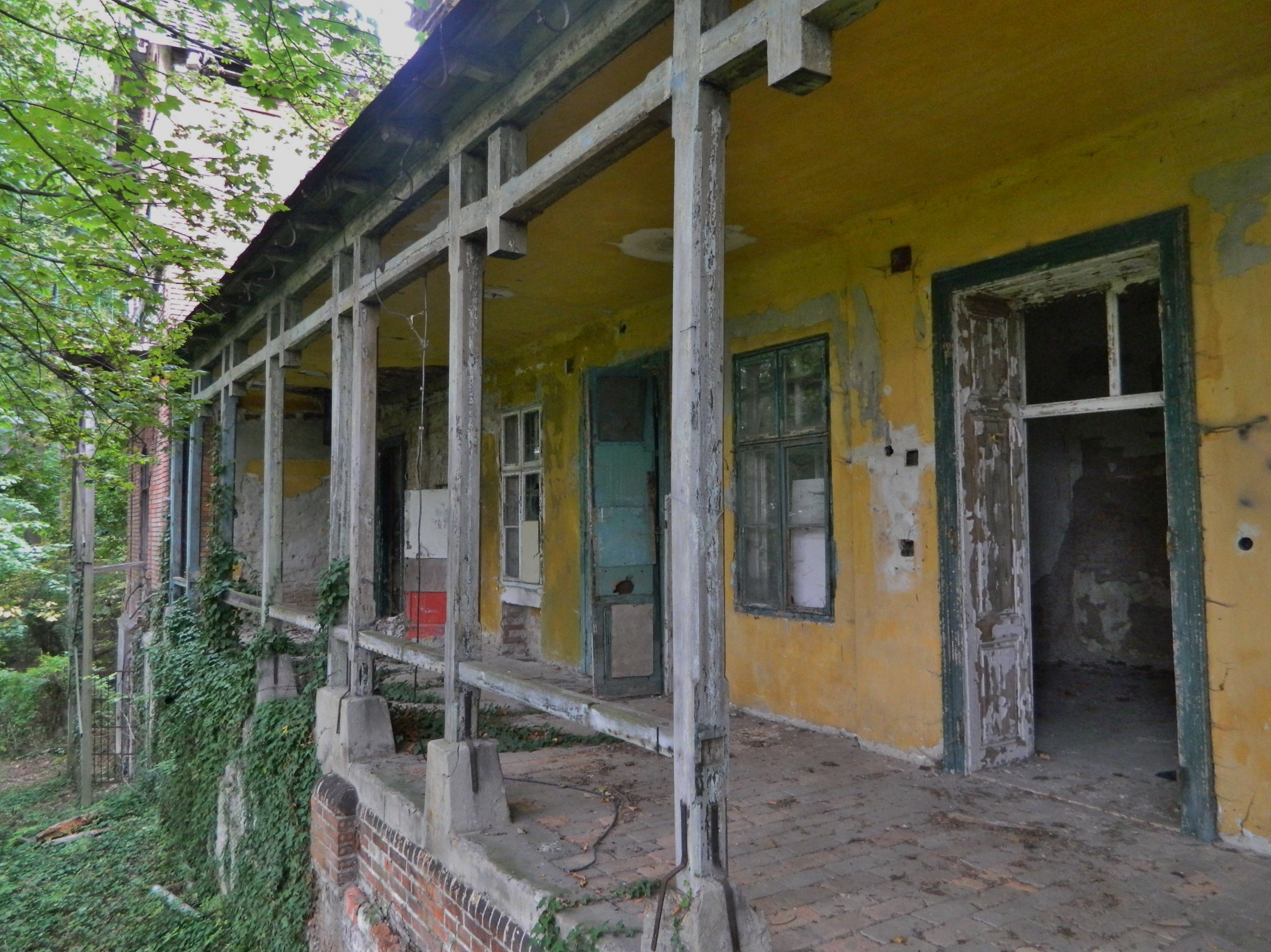
Cselédház

## Külső hivatkozások
Képes beszámoló az Index hírportálon a tervezett felújítás előtti állapotokról